# Campeonato Africano de Judo de 1998
El X Campeonato Africano de Judo se celebró en Dakar (Senegal) entre el 23 y el 26 de julio de 1998 bajo la organización de la Unión Africana de Judo.
En total se disputaron dieciséis pruebas diferentes, ocho masculinas y ocho femeninas.

## Resultados

### Masculino
| Evento            | Oro                          | Plata                              | Bronce                                              |
| ----------------- | ---------------------------- | ---------------------------------- | --------------------------------------------------- |
| –60 kg            | Omar Rebahi Argelia          | Abdeluahed Idrisi Chorfi Marruecos | Ike Ezenwoke · Nigeria · Hamuda Eslam · Egipto      |
| –66 kg            | Amar Meridya Argelia         | Sami Mekni Túnez                   | Tarek Ayad · Libia · Abdelrahman Yaser · Egipto     |
| –73 kg            | Hasen Musa Túnez             | Murad El-Hachimi Marruecos         | Wahid Hani · Egipto · Nuredin Yagubi · Argelia      |
| –81 kg            | Adil Belgaid Marruecos       | Lofti Isaui Túnez                  | Lyes Cherifi · Argelia · El-Sayed Abumedan · Egipto |
| –90 kg            | Jean-Claude Raphael Mauricio | Adil Kaaba Marruecos               | Ashraf Bahgat · Egipto · Iskander Hachicha · Túnez  |
| –100 kg           | Basel El-Garbawi · Egipto    | Belkasem Hirech Argelia            | Murad Zaguan Túnez Antonio Felicité Mauricio        |
| +100 kg           | Steeve Nguema Ndong Gabón    | Ahmed Baly · Egipto                | Mohamed Buaichaui Argelia Slim Agrebi Túnez         |
| Categoría abierta | Basel El-Garbawi · Egipto    | Sami Belgrun Argelia               | Slim Agrebi Túnez Steve Biwole Abolo Camerún        |

### Femenino
| Evento            | Oro                               | Plata                      | Bronce                                                        |
| ----------------- | --------------------------------- | -------------------------- | ------------------------------------------------------------- |
| –48 kg            | Iman El-Bana · Egipto             | Tania D'Aguiar Sudáfrica   | Dolly Moothoo Mauricio Leila Zitun Argelia                    |
| –52 kg            | Zineb Ghezal Argelia              | Karima Dhauadi Túnez       | Geneviève Nga Onana Camerún Jadiya El-Hamdaui Marruecos       |
| –57 kg            | Rose Marie Kouaho Costa de Marfil | Lynda Mekzin Argelia       | Louise Stephanie Zeh · Camerún · Jalifa Magda · Egipto        |
| –63 kg            | Nesria Traki Túnez                | Henriette Moller Sudáfrica | Sow Yacine Senegal Bilkisu Yusuf Nigeria                      |
| –70 kg            | Lea Zahoui Blavo Costa de Marfil  | Saida Dhahri Túnez         | Meriem Adjmi · Argelia · Nora Abdelhamid · Egipto             |
| –78 kg            | Marie Michele St. Louis Mauricio  | Amani Ismail · Egipto      | Akissi Monney Costa de Marfil Chahla Atailia Argelia          |
| +78 kg            | Heba Hefny · Egipto               | Samira Chhab Marruecos     | Sonia Gorbel Túnez Adja Marieme Diop Senegal                  |
| Categoría abierta | Adja Marieme Diop Senegal         | Samira Chhab Marruecos     | Marcelline Mkegne Camerún Marguerita Goua Lou Costa de Marfil |

## Medallero
| Núm. | País            | Oro | Plata | Bronce | Total |
| ---- | --------------- | --- | ----- | ------ | ----- |
| 1    | Egipto          | 4   | 2     | 7      | 13    |
| 2    | Argelia         | 3   | 3     | 6      | 12    |
| 3    | Túnez           | 2   | 4     | 5      | 11    |
| 4    | Costa de Marfil | 2   | 0     | 2      | 4     |
| 4    | Mauricio        | 2   | 0     | 2      | 4     |
| 6    | Marruecos       | 1   | 5     | 1      | 7     |
| 7    | Senegal         | 1   | 0     | 2      | 3     |
| 8    | Gabón           | 1   | 0     | 0      | 1     |
| 9    | Sudáfrica       | 0   | 2     | 0      | 2     |
| 10   | Camerún         | 0   | 0     | 4      | 4     |
| 11   | Nigeria         | 0   | 0     | 2      | 2     |
| 12   | Libia           | 0   | 0     | 1      | 1     |
|      | TOTAL           | 16  | 16    | 32     | 64    |